# Hypodrassodes insulanus
Hypodrassodes insulanus är en spindelart som beskrevs av Forster 1979. Hypodrassodes insulanus ingår i släktet Hypodrassodes och familjen plattbuksspindlar. Inga underarter finns listade i Catalogue of Life.